# Anne Rosellini
Anne Rosellini é uma produtora cinematográfica e roteirista norte-americana. Como reconhecimento, foi nomeada ao Oscar 2011 na categoria de Melhor Filme por Winter's Bone.